# 메건 마이어
메건 테일러 마이어(Megan Taylor Meier, 1992년 11월 6일 ~ 2006년 10월 17일)는 미국의 자살한 십대 소녀이다. 마이어는 조시 에번스(Josh Evans)라는 소년이 마이스페이스로 끊임없이 사이버 폭력을 행사해 결국 자살하였다. 조시는 실제로 존재하지 않는 사람이였으며, 마이어의 친구 어머니인 로리 드루(Lori Drew)라는 성인 여성으로 밝혀졌다.

## 같이 보기
- 피비 프린스
- 라이언 핼리건
- 타일러 클레멘티